# 라울 보바
라울 보바(Raoul Bova, 1971년 8월 14일 ~ )는 이탈리아의 배우이다.

## 출연 작품
- 달에 가 본적이 있나요 (2015)
- 로드 투 로마 (2015)
- 러브 위드 앤젤 (2014)
- 이마투리 - 일 비아조 (2012)
- 썸머 나잇, 윈터 문 (2012)
- 이마투리 (2011)
- 트레져가드 (2011)
- 에스코트 인 러브 (2011)
- 우리의 인생 (2010)
- 투어리스트 (2010)
- 바리아 (2009)
- 쏘리,알러뷰 (2008)
- 더 컴퍼니 (2007)
- 왓 어바웃 브라이언 (2006)
- 에이리언 VS. 프레데터 (2004)
- 창문을 마주보며 (2003)
- 투스카니의 태양 (2003)
- 어벤징 안젤로 (2002)
- 킬러 커플 (1998)
- 마피아 캅스 (1995)
- 시실리 마피아 (1984)